# Альбит
Альби́т (лат. albus — белый) — один из наиболее распространенных породообразующих минералов, белый натриевый полевой шпат магматического происхождения класса силикатов, алюмосиликат группы плагиоклазов.
Альбит с иризацией серо-голубого, сине-голубого или бледно-фиолетового цвета на плоскостях назван А.Ферсманом по месту нахождения (на берегу Белого моря) беломоритом. Также он называется перистеритом (от Перистери).

## Свойства
Кристаллы таблитчатые, встречаются сдвойникованные кристаллы, полисинтетические двойники. Состав (%): Na2О — 11,67; Al2О3 — 19,35; SiO2 — 68,44. Примеси: K, Ca, Rb, Cs. Плавится с трудом, слабо растворим в кислотах. Образование часто связано с метасоматическими процессами. Агрегаты плотные, лучистые, в форме зёрен.

## Месторождения
Впервые описан в 1815 году в Швеции. Другие места проявления: Австралия, Кения, Индия, Япония, Австрия, Германия, Норвегия, Польша, Франция, Италия, Швейцария, Украина, Россия (Карелия, Кольский полуостров, Урал).

## Применение
Используют в керамическом производстве. Для украшений чаще используются образцы с оптическим эффектом иризации, которые обычно обрабатываются шлифовкой в форме плоских  кабошонов. В научных исследованиях применяется для определения степени метаморфизма. Популярный коллекционный камень.